# Muzeul evreiesc din Berlin

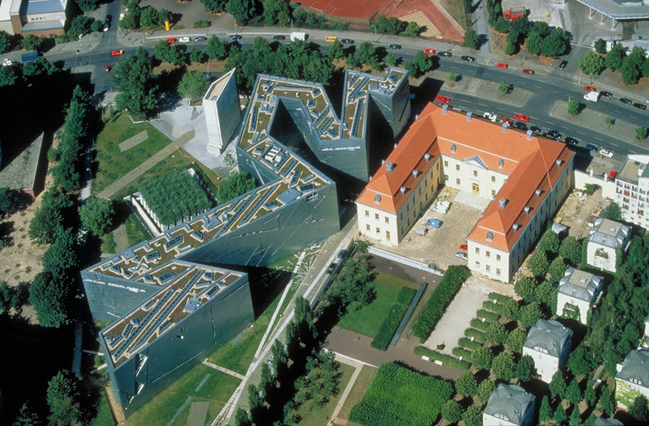
Muzeul evreiesc din Berlin

Muzeul evreiesc din Berlin (în germană Jüdisches Museum Berlin) prezintă informații despre istoria evreilor germani cu perioade de înflorire și de crize în relațiile dintre evrei și germani. Muzeul deține documente care au o vechime de până la 2000 de ani. Printre altele, în muzeu se află o arhivă bogată,  Rafael Roth Learning Center și un centru de cercetare.
Clădirea muzeului este o construcție modernă, cu o formă neregulată, aflată în centrul Berlinului, pe strada Linden (Teilor) în sectorul Kreuzberg. Clădirea muzeului a fost proiectată de arhitectul american Daniel Libeskind, forma clădirii căutând să simbolizeze steaua lui David frântă. Directorul muzeului este în prezent W. Michael Blumenthal. Muzeul a avut cca. 734.000 de vizitatori de la deschiderea sa din anul 2001 până în anul 2007, fiind unul dintre cele mai vizitate muzee din Berlin.